# NEFM
El polipéptido medio de neurofilamento (NF-M) es una proteína que en humanos está codificada por el gen NEFM.

## Función
Los neurofilamentos son heteropolímeros de filamentos intermedios de tipo IV compuestos por cadenas ligeras (NEFL), medias (esta proteína) y pesadas (NEFH). Los neurofilamentos comprenden el exoesqueleto y mantienen funcionalmente el calibre neuronal. También pueden desempeñar un papel en el transporte intracelular a axones y dendritas. Este gen codifica la proteína del neurofilamento medio. Esta proteína se usa comúnmente como biomarcador de daño neuronal.